# Lalata chakra
 (juin 2014).
Lalata chakra est un chakra mineur selon certains yogas notamment ceux faisant référence à la kundalini. Il se situe au-dessus du palais entre le vishuddha et le ajna chakra.